# Arracada de la Condomina
El arracada de la Condomina, pieza áurea del siglo VI a. C., es una joya de la orfebrería orientalizante ibera. Se halló en las cercanías de Villena (Alicante) y es una de las piezas más destacadas del museo arqueológico de la ciudad.
Está realizada con técnicas de filigrana y granulado, presentando tubos rematados en esférulas, similares por su forma y disposición a las arracadas de Ebora. 
Se han buscado numerosas influencias exteriores aunque, a pesar de la vecindad con el medio colonial, se ha concluido que los joyeros de esta escuela escogieron claramente unos tipos de expresión que la definen como indígena.